# RTL9
RTL9 is het oudste Luxemburgse televisienet. In feite is de zender sinds 2005 een thematische Franse zender geworden met een Luxemburgse uitzendlicentie.
Op 1 juli 1954, verandert CLR (Luxemburgse maatschappij van omroepen) zijn benaming in CLT (Luxemburgse maatschappij van televisie). Op 20 mei 1953, machtigt de raad van bestuur van CLR zijn voorzitter, Robert Tabouis, om een contract met de Luxemburgse regering te ondertekenen om een televisienet te beheren. Hij verkrijgt een licentie om een staatstelevisiezender te beginnen met de naam Télé Luxembourg.
Nadat commerciële televisie in de jaren ‘90 gemeengoed werd hd RTL9 steeds meer concurrentie. Op 3 maart 1998 verkocht RTL Group 65 procent aan het toenmalige AB Groupe. De zender werd gaandeweg  omgevormd tot een themazender. Op 21 juli 2017 nam Mediawan de resterende 35% over van Rtl Group die daarmee 100% van de zender bezit. Alhoewel de zender de facto niet meer in Luxemburg gevestigd is blijft deze wel met een Luxemburgse uitzendlicentie werken.

## De namen door de jaren heen
- Télé Luxembourg (1955 - 1982)
- RTL Télévision (1982 - 1990)
- RTL TV (1991 - 1995)
- RTL9 (1996 - heden)

RTL9 is niet alleen in Luxemburg te ontvangen, maar ook in grote delen van Frankrijk, België en Zwitserland. Van maart 1983 tot september 1987 heeft RTL Télévision met een Belgisch venster uitgezonden ten behoeve van Franstalig België. In september startte de Franstalig Belgische zender RTL-TVi waarmee een einde daaraan kwam en RTL TV een groot deel van haar publiek verloor. In oktober 1991 splitste ook het Luxemburgstalige RTL Télé Lëtzebuerg af van RTL TV. Gezien de populariteit in Lorraine (Lotharingen) werd een versie voor Noord-Oost Frankrijk gestart met enkele aparte programma's die via een regiovenster te zien zijn (alleen via de ether).

## Tijdlijn Luxemburgse televisiekanalen
Lijst van televisiekanalen in Frankrijk